# Hasangazi
Hasangazi ist ein Dorf (Köy) im Landkreis Pülümür der türkischen Provinz Tunceli. Im Jahr 2011 lebten in Hasangazi 59 Menschen.